# Saint-Pierre-de-Mons
 Saint-Pierre-de-Mons  (en occitano Sent Pèir de Lengon) es una población y comuna francesa, situada en la región de Aquitania, departamento de Gironda, en el distrito de Langon y cantón de Langon.

## Demografía
| 666 | 636 | 585 | 712 | 799 | 813 |
| Para los censos de 1962 a 1999 la población legal corresponde a la población sin duplicidades (Fuente: INSEE [Consultar]) |     |     |     |     |     |